# Austrocarea orthoscia
Austrocarea orthoscia är en fjärilsart som beskrevs av W. Warren 1916. Austrocarea orthoscia ingår i släktet Austrocarea och familjen trågspinnare. Inga underarter finns listade i Catalogue of Life.